# Chathamparakit
Chathamparakit (Cyanoramphus forbesi) är en fågel i familjen östpapegojor inom ordningen papegojfåglar.

## Utseende och läte
Chathamparakiten är en 23 cm lång papegojfågel med lång stjärt. Fjäderdräkten är övervägande grön med ett karmonsinrött band i pannan och guldgult på främre delen av hjässan. Honan är något mindre än hanen med proportionellt mindre näbb. Den lokala underarten av rödpannad parakit har rött på framhjässan.

## Utbredning och systematik
Fågeln förekommer enbart i ögruppen Chathamöarna (Mangere Island och Little Mangare). Den behandlas som monotypisk, det vill säga att den inte delas in i några underarter.

## Status
IUCN kategoriserar arten som sårbar.

## Namn
Fågelns vetenskapliga artnamn hedrar Henry Ogg Forbes (1851-1932), skotsk botaniker, entolog och upptäcktsresande i Ostindien och Nya Guinea.